# Justin Trudeau
Justin Pierre James Trudeau (nascido em 25 de dezembro de 1971) é um político canadense que serviu como o 23º primeiro-ministro do Canadá de 2015 a 2025. Membro do Partido Liberal do Canadá, atuou como líder do partido de 2013 até sua renúncia em 2025 e foi membro do parlamento (MP) por Papineau de 2008 até 2025.
Trudeau nasceu em Ottawa (Ontário), sendo o filho mais velho do primeiro-ministro Pierre Trudeau, e frequentou o Collège Jean-de-Brébeuf. Possui bacharelado em Artes em inglês pela Universidade McGill e bacharelado em Educação pela Universidade da Colúmbia Britânica. Após concluir seus estudos, atuou como professor no nível do ensino médio em Vancouver, antes de retornar a Montreal em 2002 para dar continuidade à sua formação. Foi presidente da entidade de caridade juvenil Katimavik e diretor da organização sem fins lucrativos Associação Canadense de Avalanches. Em 2006, foi nomeado presidente da Força-Tarefa de Renovação Juvenil do Partido Liberal. Na eleição federal de 2008, foi eleito para representar a circunscrição de Papineau na Câmara dos Comuns do Canadá. Atuou como porta-voz da oposição oficial do Partido Liberal em temas relacionados à juventude e multiculturalismo em 2009; em 2010, passou a ser o crítico de cidadania e imigração. Em 2011, foi nomeado crítico de ensino médio e esporte. Em 2013, Trudeau foi eleito como líder do Partido Liberal e conduziu o partido à formação de um governo majoritário na eleição federal de 2015. Tornou-se o segundo mais jovem primeiro-ministro na história do Canadá e o primeiro a ser filho de um primeiro-ministro anterior.
As principais iniciativas governamentais realizadas por Trudeau durante seu primeiro mandato incluíram a criação do Canada Child Benefit (Benefício Infantil do Canadá), a legalização da assistência médica para a morte, a legalização da maconha para uso recreativo por meio da Lei sobre Cannabis, a tentativa de reforma das nomeações ao Senado mediante o estabelecimento do Independent Advisory Board for Senate Appointments (Conselho Consultivo Independente para Nomeações ao Senado) e a implementação do imposto federal sobre carbono. Na política externa, o governo de Trudeau negociou acordos comerciais como o Acordo Canadá–Estados Unidos–México (CUSMA) e o Acordo Abrangente e Progressivo para a Parceria Transpacífico, além de ter assinado o Acordo de Paris sobre as mudanças climáticas. Foi sancionado pelo Comissário de Ética do Canadá por violar a lei de conflito de interesses em relação ao Aga Khan affair e, novamente, com o SNC-Lavalin affair.
O Partido Liberal de Trudeau foi reduzido a um governo minoritário na eleição federal de 2019. Seu governo respondeu à pandemia de COVID-19, anunciou a "proibição de armas do tipo 'assalto'" em resposta aos ataques na Nova Escócia de 2020 e lançou um programa nacional de creches a US$ 10 por dia. Foi investigado pela terceira vez pelo comissário de ética por sua participação no escândalo WE Charity, mas foi isento de qualquer irregularidade. Na eleição federal de 2021, conduziu os liberais a outro governo minoritário. Em 2022, invocou a Emergencies Act em resposta aos protestos do Freedom Convoy e reagiu à invasão russa da Ucrânia impondo sanções à Rússia e autorizando ajuda militar à Ucrânia. Seu partido assinou um acordo de confiança e fornecimento com o New Democratic Party (NDP) no início de 2022, o que resultou na implementação do Canadian Dental Care Plan para residentes que atendam a um determinado patamar de renda e na criação de um marco para a assistência farmacêutica nacional; no final de 2024, o NDP optou por rescindir o acordo. No início de 2025, em resposta às segundas tarifas de Trump, Trudeau anunciou tarifas retaliatórias de 25% sobre US$ 30 bilhões em produtos dos Estados Unidos.
Após uma queda constante no apoio popular, a renúncia repentina da vice-primeira-ministra Chrystia Freeland em dezembro de 2024 e uma crise política subsequente, Trudeau anunciou em 6 de janeiro de 2025 que renunciaria tanto ao cargo de primeiro-ministro quanto à liderança do Partido Liberal. Aconselhou o Governador-Geral do Canadá a prorrogar o parlamento até 24 de março, enquanto o partido realizava um concurso de liderança. Trudeau permaneceu como líder até que Mark Carney fosse escolhido em 9 de março, manteve o cargo de primeiro-ministro até que Carney fosse empossado em 14 de março e continuou como membro do parlamento por Papineau até a dissolução do parlamento do 44º Parlamento Canadense em 23 de março.

## Infância

### Ascendência e nascimento
Em 23 de junho de 1971, o Gabinete do Primeiro-Ministro (PMO) anunciou que a esposa de quatro meses do primeiro‐ministro Pierre Trudeau, Margaret Trudeau (de nascimento Sinclair), estava grávida e com parto previsto para dezembro. Justin Trudeau nasceu em 25 de dezembro de 1971, às 21h27 (EST), no Hospital Cívico de Ottawa. Ele é o segundo filho na história do Canadá a nascer durante o mandato de um primeiro‐ministro; o primeiro foi a filha de John A. Macdonald, Margaret Mary Theodora Macdonald (8 de fevereiro de 1869 – 28 de janeiro de 1933). Os irmãos mais novos de Trudeau, Alexandre (Sacha) (nascido em 25 de dezembro de 1973) e Michel (2 de outubro de 1975 – 13 de novembro de 1998), foram o terceiro e o quarto.

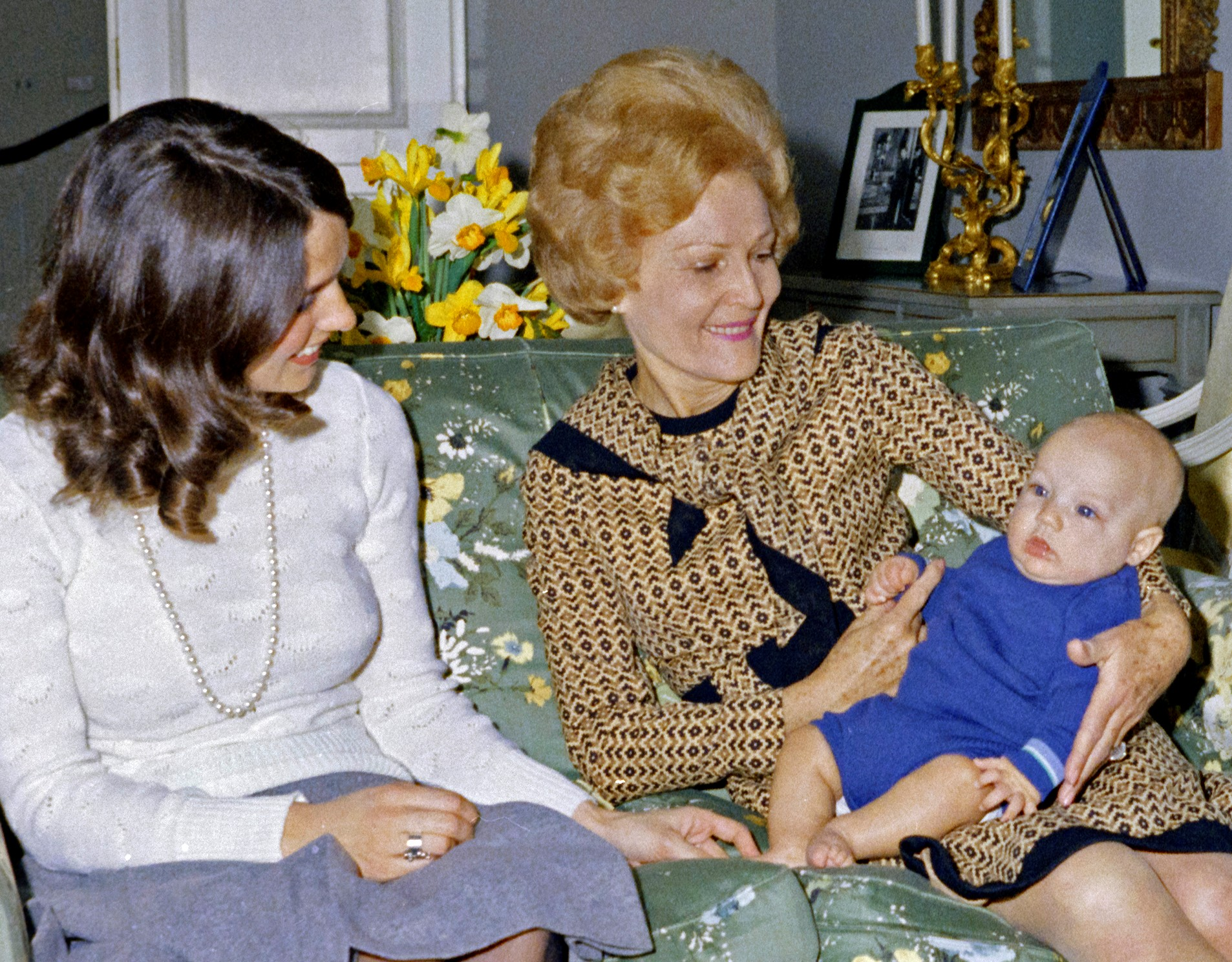
Margaret Trudeau com Pat Nixon segurando Justin em Rideau Hall (Ottawa) em 1972

Trudeau é predominantemente de ascendência escocesa e francesa. Seus avôs eram o empresário Charles-Émile Trudeau e o nascido na Escócia James Sinclair, que foi ministro da pesca no gabinete do primeiro‐ministro Louis St. Laurent. O bisavô materno de Trudeau, Thomas Bernard, nasceu em Makassar, na Indonésia e imigrou para Penticton, Colúmbia Britânica, em 1906, aos 15 anos, com sua família. Através da família Bernard, parente dos Condes de Bandon, Trudeau é o quinto tataraneto do Major-General William Farquhar, um líder nos anos de construção da Singapura moderna; Trudeau também possui remota ascendência malaios de Malaca e dos Nias.
Trudeau foi batizado com a sobrinha de seu pai, Anne Rouleau-Danis, como madrinha, e com o cunhado de sua mãe, Thomas Walker, como padrinho, na Basílica de Notre-Dame de Ottawa na tarde de 16 de janeiro de 1972, o que marcou sua primeira aparição pública, e recebeu os nomes "Justin Pierre James". Em 14 de abril de 1972, os pais de Trudeau sediaram uma gala no Centro Nacional de Artes, ocasião em que o presidente dos EUA visitante, Richard Nixon, declarou: "Gostaria de fazer um brinde ao futuro primeiro‐ministro do Canadá, a Justin Pierre Trudeau", ao que Pierre Trudeau respondeu que, caso seu filho assumisse o cargo, esperava que ele possuísse "a graça e a habilidade do presidente". Mais cedo naquele dia, a primeira-dama Pat Nixon o visitou em seu berçário e presenteou-o com um brinquedo de pelúcia Snoopy.

### Infância
Os pais de Trudeau anunciaram sua separação em 1977, quando ele tinha cinco anos; seu pai recebeu a guarda principal. Durante muitos anos, circularam rumores de uma reconciliação. Contudo, sua mãe acabou entrando com um pedido de divórcio sem culpa que foi concedido pela Suprema Corte de Ontário em 1984; – seu pai havia anunciado sua intenção de se aposentar como primeiro‐ministro um mês antes. Com o tempo, os pais chegaram a um acordo amigável de guarda compartilhada e aprenderam a conviver harmoniosamente. Em uma entrevista realizada em outubro de 1979, sua babá Dianne Lavergne afirmou: "Justin é muito apegado à mãe, então não é fácil, mas as dores das crianças cicatrizam muito rapidamente. E são crianças sortudas, de qualquer forma." A respeito da união de sua mãe e de seu pai, Trudeau declarou em 2009: "Eles se amavam de forma incrível, apaixonada, completamente. Mas havia 30 anos de diferença entre eles, e minha mãe nunca foi uma parceira igual no que compreendia a vida, o dever e o país de meu pai." Trudeau tem três meio-irmãos: Kyle e Alicia, oriundos do novo casamento de sua mãe com Fried Kemper, e Sarah, fruto do relacionamento de seu pai com Deborah Coyne.

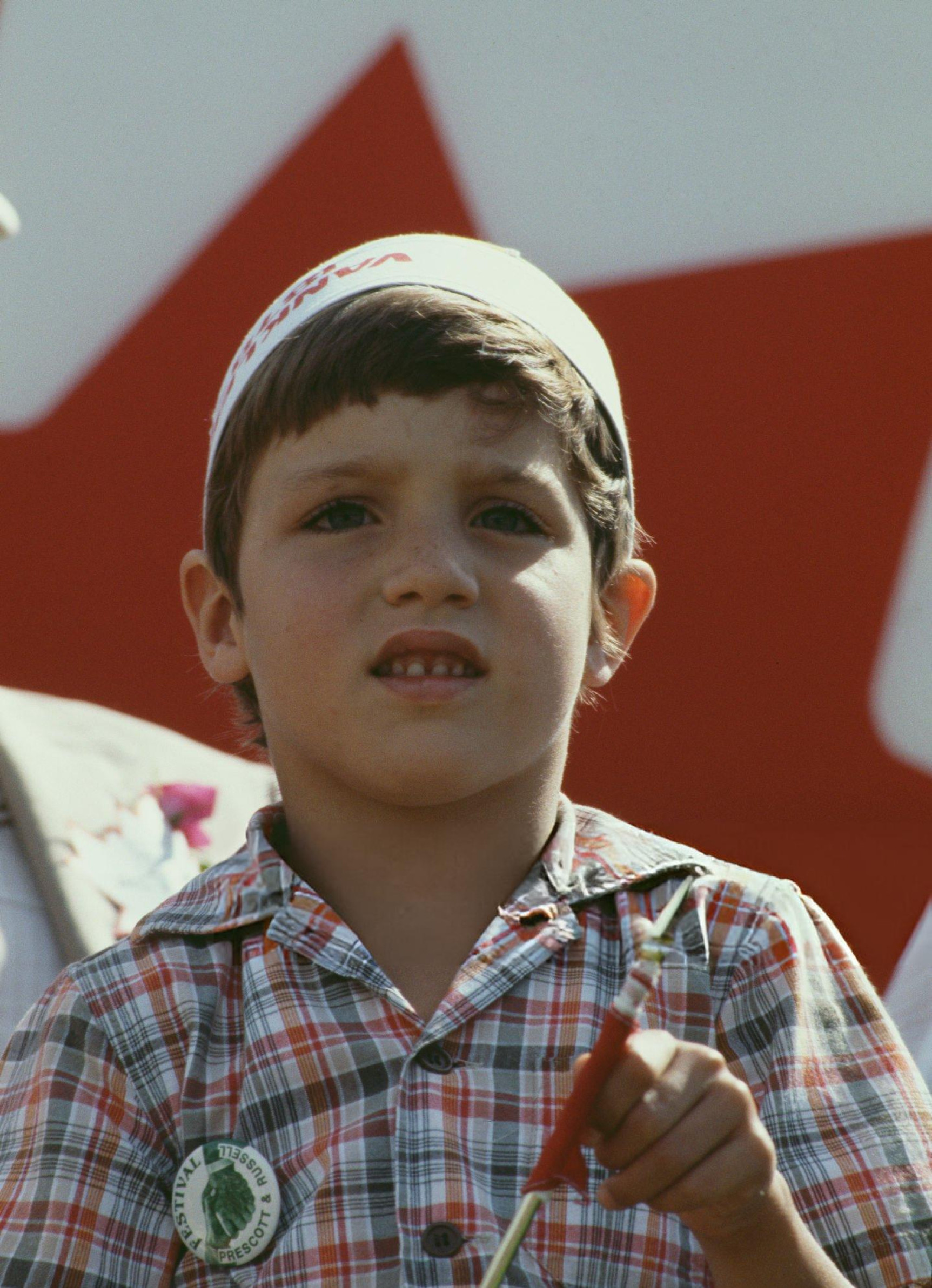
Trudeau assistindo a um desfile em Ottawa em junho de 1978

Trudeau viveu no 24 Sussex Drive em Ottawa, a residência oficial do primeiro‐ministro do Canadá, desde seu nascimento até que o governo de seu pai foi derrotado na eleição federal de 1979. Esperava-se que a família Trudeau se mudasse para Stornoway, a residência do líder da Oposição Oficial, mas, devido a inundações no porão, o primeiro‐ministro Joe Clark lhes ofereceu o Harrington Lake, o refúgio de campo oficial do primeiro‐ministro localizado no Parque Gatineau, com a expectativa de que se mudassem para Stornoway no início de julho. Entretanto, as reformas não foram concluídas, então Pierre Trudeau passou férias prolongadas com seus filhos na residência de verão de seu amigo, o membro do parlamento Don Johnston, em Nova Escócia, e posteriormente enviou seus filhos para ficar com os avós maternos em North Vancouver durante o restante do verão, enquanto ele permanecia no apartamento de seu amigo em Ottawa. Trudeau e seus irmãos retornaram a Ottawa para o início do ano letivo, mas passaram a viver apenas no andar superior de Stornoway enquanto os reparos continuavam no andar inferior. Em setembro de 1979, sua mãe adquiriu e mudou-se para uma nova casa na 95 Victoria Street, no bairro New Edinburgh de Ottawa. Pierre Trudeau e seus filhos voltaram à residência oficial do primeiro‐ministro após a eleição de fevereiro de 1980 que o reelembrou ao Gabinete do Primeiro‐Ministro.

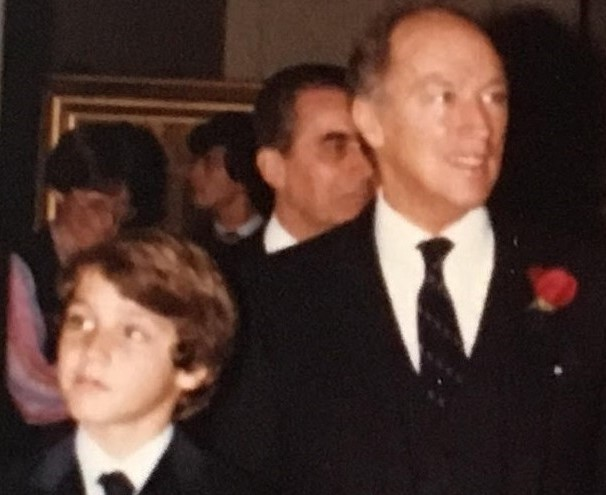
Justin, aos 10 anos, visitando o Palais des Beaux-Arts de Lille na França com seu pai em 1982

Seu pai havia planejado que Trudeau iniciasse sua educação formal em um colégio de língua francesa, mas sua mãe convenceu-o da importância de enviar seus filhos para uma escola pública. No final, Trudeau foi matriculado em 1976 no programa de imersão em francês da Rockcliffe Park Public School, a mesma escola que sua mãe frequentou por dois anos enquanto seu pai era membro do parlamento. Poderia ter sido deixado em limusine, mas seus pais optaram por que ele pegasse o ônibus escolar, mesmo com um veículo da Real Polícia Montada do Canadá (RCMP) seguindo-o. Isso foi seguido por um ano na escola particular Lycée Claudel d'Ottawa.
Após a aposentadoria de seu pai em junho de 1984, sua mãe permaneceu em sua casa em New Edinburgh, enquanto o restante da família mudou-se para a residência de seu pai, situada no 1418 Pine Avenue, em Montreal, conhecida como Cormier House; no outono seguinte, iniciou seus estudos na escola particular Collège Jean-de-Brébeuf, alma mater de seu pai. A escola, que teve início como instituição jesuíta, já era laica quando Justin se matriculou. Em 2008, Trudeau afirmou que, dentre todas as saídas em família de sua infância, adorava acampar com seu pai, pois "era onde nosso pai podia ser simplesmente nosso pai – um pai na natureza". Durante os verões, seu pai os enviava, ele e seus irmãos, para o acampamento Ahmek, localizado no Canoe Lake, no Parque Provincial Algonquin, onde posteriormente trabalhou em seu primeiro emprego remunerado como orientador de acampamento.
Trudeau e seus irmãos receberam ações em duas sociedades numeradas concedidas por seu pai: a primeira continha uma carteira de valores mobiliários, da qual recebiam dividendos regulares, de até US$ 20.000 por ano; e a segunda, que recebia royalties da autobiografia de seu pai e de outras fontes, cerca de US$ 10.000 por ano. Em agosto de 2011, a primeira sociedade numerada possuía ativos de US$ 1,2 milhão. Trudeau e seus irmãos também receberam um sítio rural de aproximadamente 50 hectares nos Laurentians, com uma residência projetada pelo renomado arquiteto canadense Arthur Erickson, além da Cormier House em Montreal. O terreno do sítio foi avaliado em cerca de US$ 2,7 milhões em 2016.

### Universidade e início de carreira
Trudeau possui bacharelado em Letras pela Universidade McGill e bacharelado em Educação pela Universidade da Colúmbia Britânica. Em seu primeiro ano na McGill, conheceu seu futuro secretário principal, Gerald Butts, por intermédio do amigo em comum Jonathan Ablett. Butts convidou-o para ingressar na União de Debates de McGill. Os dois aproximaram-se enquanto voltavam para Montreal após um torneio de debates na Universidade de Princeton. Após a graduação, Trudeau permaneceu em Vancouver, onde atuou como professor substituto em escolas locais, como a Killarney Secondary, e trabalhou permanentemente como professor de francês e matemática na escola particular West Point Grey Academy. Tornou-se ainda colega de quarto no Douglas Lodge com o colega e amigo Christopher Ingvaldson. De 2002 a 2004, estudou engenharia na École Polytechnique de Montréal, afiliada à Université de Montréal, mas não se formou. Iniciou um mestrado em geografia ambiental na McGill, mas desistiu do programa para buscar um cargo público.
Em agosto de 2000, Trudeau participou da Cúpula Kokanee em Creston, Colúmbia Britânica, com o objetivo de arrecadar fundos em homenagem a seu irmão Michel Trudeau e a outras vítimas de avalanches. Após o evento, um editorial sem assinaturas no Creston Valley Advance (jornal local) acusou Trudeau de ter apalpado uma repórter não identificada durante o festival de música, afirmando que ele ofereceu um pedido de desculpas "atrasado em um dia", dizendo: "Se eu soubesse que você estava cobrindo para um jornal nacional, eu nunca teria sido tão ousado". Em 2018, foi questionado sobre o incidente, mas afirmou não se recordar de nenhum episódio negativo daquela época. Seu pedido de desculpas e declaração posterior sobre o caso foram descritos como hipócritas, enquanto as respostas foram caracterizadas como uma caça às bruxas ou um episódio sem relevância.
Em outubro de 2000, Trudeau, então com 28 anos, emergiu como uma figura de destaque após proferir o elogio durante o funeral de estado de seu pai. A Canadian Broadcasting Corporation (CBC) recebeu inúmeras ligações solicitando a retransmissão do discurso após sua exibição inicial, e o destacado político de Quebec Claude Ryan o descreveu como "talvez ... a primeira manifestação de uma dinastia". Um livro publicado pela CBC em 2003 incluiu o discurso em sua lista de eventos canadenses significativos dos últimos cinquenta anos.
Em 2007, Trudeau estrelou a minissérie em duas partes da CBC Television A Grande Guerra, que relata a participação do Canadá na Primeira Guerra Mundial. Interpretou seu primo distante, Major Talbot Mercer Papineau, que foi morto em 30 de outubro de 1917, durante a Batalha de Passchendaele. Trudeau é um dos vários filhos de ex-primeiros-ministros que se tornaram personalidades da mídia canadense. Os outros são Ben Mulroney (filho de Brian Mulroney), Catherine Clark (filha de Joe Clark) e o irmão mais novo de Trudeau, Alexandre. (Vale notar que Ben Mulroney foi convidado para a cerimônia de casamento de Trudeau.)

### Ativismo
Trudeau e sua família iniciaram, em 2000, a Campanha Alpina do Glaciar Kokanee para a segurança nos esportes de inverno, dois anos após a morte de seu irmão Michel em uma avalanche durante uma viagem de esqui. Em 2002, criticou a decisão do Governo da Colúmbia Britânica de interromper o financiamento de um sistema público de alerta de avalanches.
De 2002 a 2006, Trudeau presidiu o programa juvenil Katimavik, projeto iniciado pelo amigo de longa data da família, Jacques Hébert.
Em 2002–2003, foi integrante do painel da série Canada Reads da CBC Radio, defendendo o livro The Colony of Unrequited Dreams, de Wayne Johnston. Trudeau e seu irmão Alexandre inauguraram, em abril de 2004, o Centro Trudeau para Estudos de Paz e Conflitos na Universidade de Toronto; o centro posteriormente integrou a Munk School of Global Affairs. Em 2006, apresentou a cerimônia de premiação do Prêmio Giller de literatura.
Em 2005, Trudeau lutou contra a proposta de uma mina de zinco de US$ 100 milhões, que, segundo ele, envenenaria o Rio Nahanni, um Sítio do Patrimônio Mundial da ONU localizado nos Territórios do Noroeste. Declarou: "O rio é um lugar absolutamente magnífico, mágico. Não estou dizendo que a mineração é errada... mas esse não é o lugar para ela. Simplesmente não deveria acontecer aqui."
Em 17 de setembro de 2006, Trudeau foi o mestre de cerimônias em um comício em Toronto organizado por Roméo Dallaire, que convocava a participação canadense na resolução da crise de Darfur.

## Início na política
Trudeau apoiou o Partido Liberal desde jovem, oferecendo seu apoio ao líder do partido John Turner na eleição federal de 1988. Dois anos depois, defendeu o Federalismo canadense durante um evento estudantil no Colégio Jean-de-Brébeuf, que frequentou.
Após a morte de seu pai, Trudeau passou a se envolver mais com o Partido Liberal ao longo dos anos 2000. Juntamente com a atleta olímpica Charmaine Crooks, co-apresentou um tributo ao primeiro‐ministro cessante Jean Chrétien na convenção de liderança de 2003 do partido, e foi nomeado para presidir uma força-tarefa sobre a renovação juvenil após a derrota do partido na eleição federal de 2006.

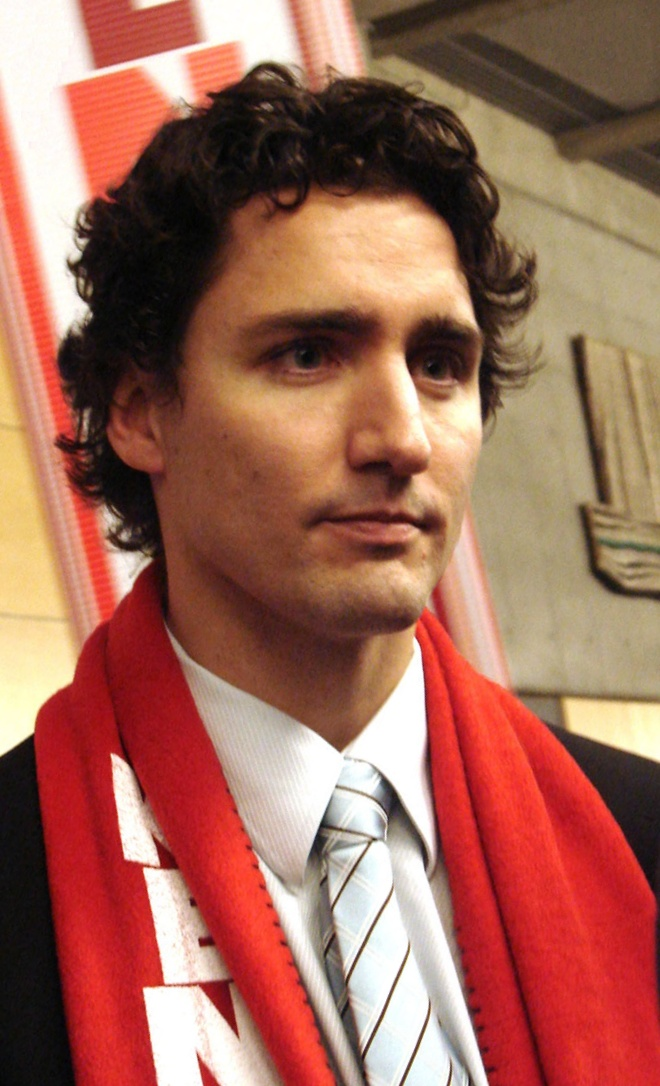
Trudeau na eleição de liderança de 2006.

Em outubro de 2006, Trudeau criticou o Nacionalismo quebequense ao descrever o nacionalismo político, de forma geral, como uma "ideia antiga do século XIX", "baseada em uma limitação de pensamento" e não relevante para o Quebec moderno. Esse comentário foi interpretado como uma crítica a Michael Ignatieff, então candidato na eleição de liderança de 2006, que defendia o reconhecimento de Quebec como uma nação. Trudeau posteriormente escreveu uma carta pública sobre o assunto, descrevendo a ideia de nação quebequense como "contra tudo o que meu pai jamais acreditou".
Trudeau anunciou seu apoio ao candidato à liderança Gerard Kennedy pouco antes da convenção de 2006. Quando Kennedy foi eliminado após a segunda votação, Trudeau passou a apoiar o vencedor final, Stéphane Dion.
Rumores circularam no início de 2007 de que Trudeau concorreria em uma próxima eleição suplementar no distrito eleitoral de Outremont em Montreal. O jornal de Montreal La Presse informou que, apesar do interesse de Trudeau, o líder liberal Stéphane Dion queria Outremont para um candidato estrela que pudesse ajudar a reconstruir o Partido Liberal. Em vez disso, Trudeau anunciou que buscaria a nomeação liberal no distrito vizinho de Papineau para a próxima eleição geral.
Em 29 de abril de 2007, Trudeau venceu a nomeação do Partido Liberal, obtendo 690 votos, frente a 350 de Mary Deros, vereadora de Montreal, e 220 de Basilio Giordano, editor de um jornal local em língua italiana.

## Opposição (2008–2015)

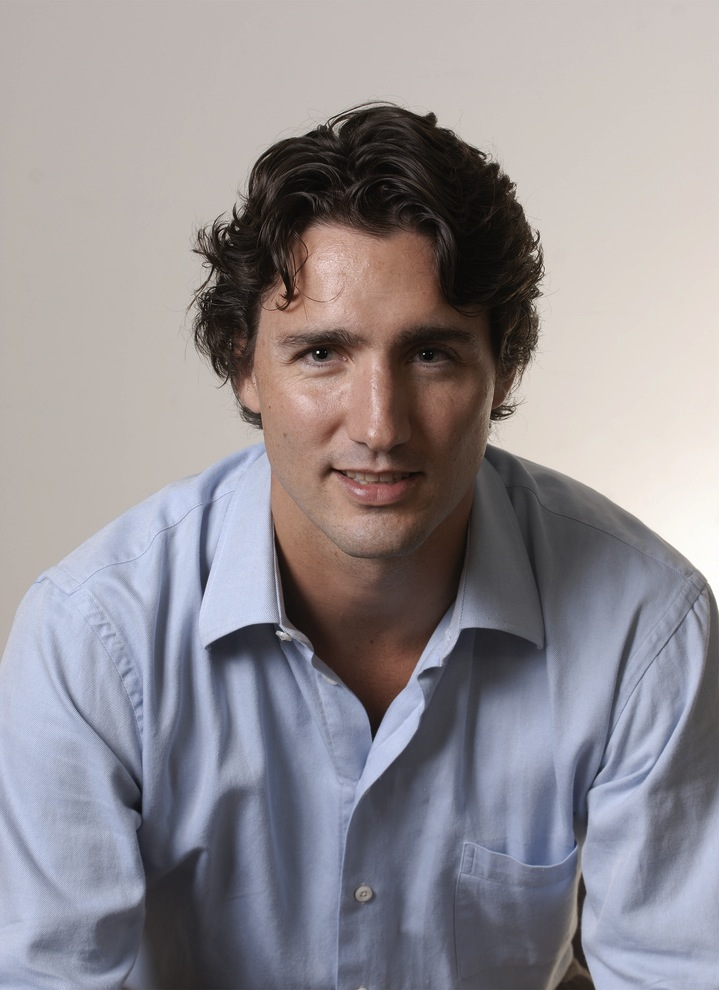
Retrato promocional de Trudeau de 2008, por Jean-Marc Carisse

O primeiro‐ministro Stephen Harper convocou eleições para 14 de outubro de 2008, momento em que Trudeau já fazia campanha há um ano em Papineau. No dia da eleição, Trudeau derrotou por pouco a titular do Bloc Québécois, Vivian Barbot. Após sua vitória, Edward Greenspon, editor‐chefe de The Globe and Mail, observou que Trudeau seria "visto, como poucos outros parlamentares estreantes, como um potencial futuro primeiro‐ministro – e analisado sob essa ótica".
O Partido Conservador venceu com um governo minoritário nas eleições de 2008, e Trudeau ingressou no parlamento como membro da Opposição Oficial. O primeiro ato legislativo de Trudeau foi a apresentação de uma moção que pedia a criação de uma "política nacional de serviço voluntário para jovens". Mais tarde, co-presidiu a convenção nacional do Partido Liberal realizada em abril de 2009 em Vancouver, e em outubro do mesmo ano foi nomeado crítico do partido para as questões de multiculturalismo e juventude.
Em setembro de 2010, foi realocado como crítico das questões de juventude, cidadania e imigração. Durante esse período, criticou a legislação do governo direcionada ao tráfico de seres humanos, a qual, segundo ele, penalizaria as vítimas do tráfico.
Trudeau gerou controvérsia ao ser revelado que recebeu US$ 1,3 milhão em honorários por palestras de instituições de caridade e conselhos escolares de todo o Canadá, dos quais 277.000 US$ foram pagos após sua eleição como deputado.
Incentivou o aumento dos esforços de socorro do Canadá após o Terremoto no Haiti em 2010 e defendeu procedimentos de imigração mais acessíveis para os haitianos que chegavam ao Canadá durante a crise. Seu próprio distrito eleitoral reúne uma comunidade haitiana significativa.
Trudeau foi reeleito em Papineau na eleição federal de 2011, enquanto o Partido Liberal caiu para a terceira posição na Câmara dos Comuns, com apenas trinta e quatro assentos. Imediatamente após a eleição, Ignatieff renunciou à liderança do partido, e rumores circularam novamente de que Trudeau poderia concorrer para sucedê-lo. Nesta ocasião, Trudeau afirmou: "Não sinto que devo fechar todas as opções ... por conta da história associada ao meu nome, muitas pessoas estão se voltando para mim de uma forma que ... para ser franco, me preocupa." Semanas após a eleição, o deputado de Toronto Bob Rae foi escolhido como líder interino até a convenção de liderança do partido, que posteriormente seria realizada em abril de 2013. Rae nomeou Trudeau como crítico do partido para a educação pós‐secundária, juventude e esporte amador. Após sua reeleição, percorreu o país promovendo eventos de arrecadação de fundos para instituições de caridade e para o Partido Liberal.
Trudeau quis participar de uma luta de boxe beneficente em prol do evento de arrecadação de fundos Fight for the Cure, voltada à pesquisa do câncer, mas teve dificuldade em encontrar um oponente do Partido Conservador até que o senador conservador Patrick Brazeau concordou, após ser abordado em seu nome pela cabeleireira comum, Stefania Capovilla. A luta ocorreu em 31 de março de 2012, no Hampton Inn em Ottawa, e foi transmitida ao vivo pela Sun News, com comentários de Ezra Levant e Brian Lilley. Trudeau venceu na terceira rodada; o resultado foi considerado uma surpresa.

### Líder do Partido Liberal

#### Especulações iniciais
Após a renúncia de Dion como líder do Partido Liberal em 2008, o nome de Trudeau foi mencionado como potencial candidato, com pesquisas apontando-o como o favorito entre os canadenses para o cargo.
No entanto, Trudeau não entrou na disputa, e Michael Ignatieff foi nomeado líder em dezembro de 2008. Após o desempenho insatisfatório do partido na eleição de 2011, Ignatieff renunciou à liderança e Trudeau voltou a ser considerado um potencial candidato para conduzir o partido.

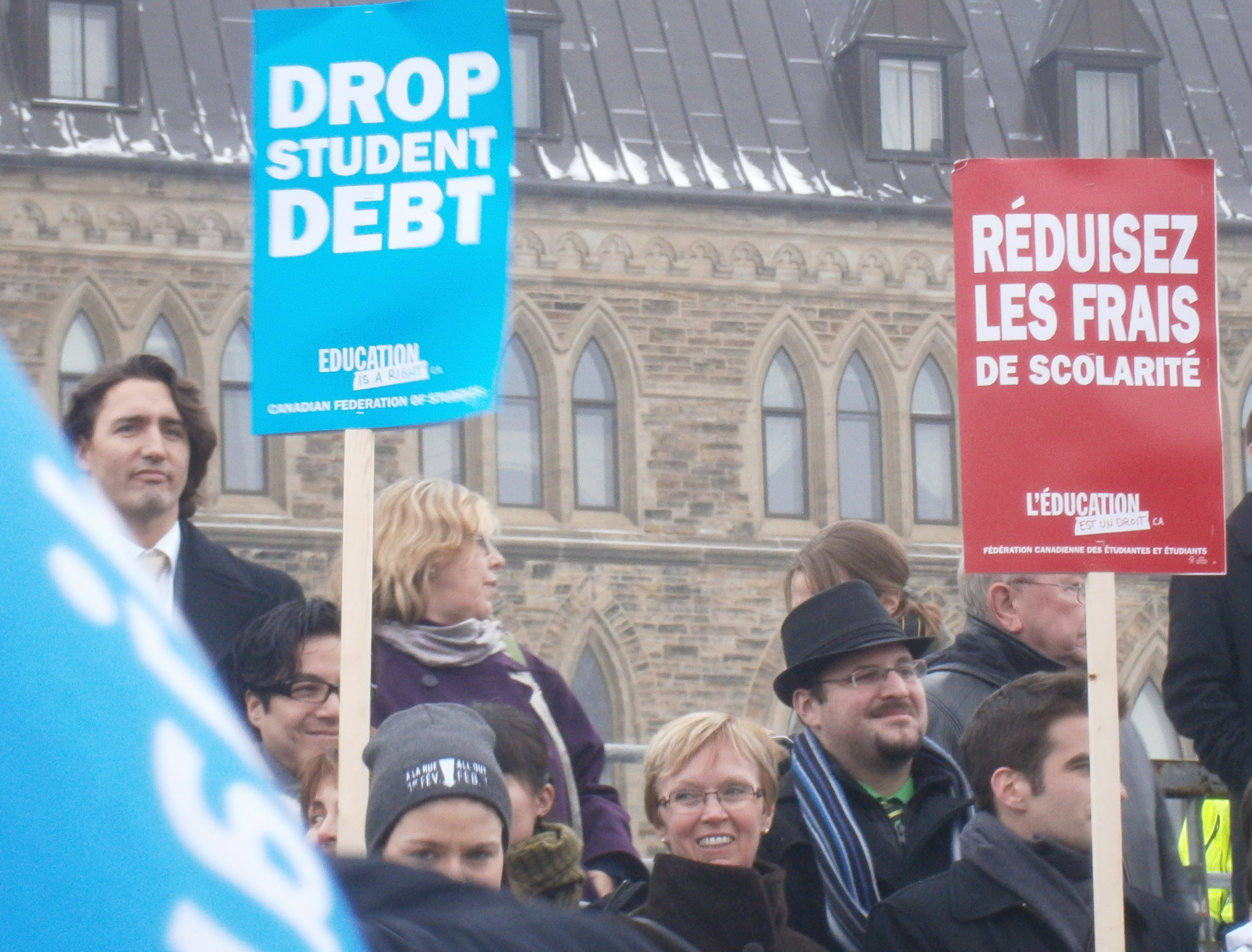
Trudeau em manifestação em Ottawa contra as taxas de matrícula, fevereiro de 2012

Após a eleição, Trudeau afirmou que estava indeciso quanto a disputar a liderança; meses depois, em 12 de outubro, na Universidade Wilfrid Laurier, anunciou que não concorreria ao cargo, por ter uma família jovem. Quando o líder interino Bob Rae, também visto como um dos favoritos, anunciou em junho de 2012 que não disputaria a liderança, Trudeau foi atingido por uma "tsunami" de ligações de apoiadores pedindo que reconsiderasse sua decisão anterior de não concorrer.
Pesquisas de opinião realizadas por diversos institutos mostraram que, se Trudeau se tornasse líder, o Partido Liberal ganharia impulso, passando de uma distante terceira colocação para competir com os Conservadores ou mesmo superá-los. Em julho de 2012, Trudeau declarou que reconsideraria sua decisão anterior de não disputar a liderança e anunciaria sua decisão final no final do verão.

#### Eleição de liderança de 2013
Em 26 de setembro de 2012, diversos veículos de comunicação começaram a noticiar que Trudeau lançaria sua candidatura à liderança na semana seguinte.
Embora Trudeau fosse visto como um dos favoritos para a liderança do Partido Liberal, foi criticado por sua aparente falta de conteúdo. Durante seu período como deputado, falou pouco sobre questões políticas e não se sabia exatamente qual era sua posição em muitos temas, como a economia e as relações exteriores.
Alguns estrategistas e comentaristas acreditavam que aquele seria o momento em que Trudeau seria testado sobre esses temas; entretanto, havia também o receio dentro do partido de que seu status de celebridade e sua vantagem expressiva pudessem desestimular outros candidatos fortes a ingressar na disputa.
Em 2 de outubro de 2012, Trudeau realizou um comício em Montreal para lançar sua candidatura à liderança do Partido Liberal. O núcleo de sua equipe de campanha era formado por amigos de longa data, todos na faixa dos 30 e 40 anos. Seu assessor sênior era Gerald Butts, ex-presidente da WWF-Canada que já fora secretário principal do ex-primeiro‐ministro de Ontário, Dalton McGuinty. Outros assessores seniores incluíam a gerente de campanha Katie Telford e os assessores de políticas Mike McNeir e Robert Asselin, os quais já haviam trabalhado para líderes liberais recentes. Seu irmão Alexandre também interrompeu seu trabalho com documentários para atuar como assessor sênior na campanha de Trudeau.
Durante a campanha, foram realizadas três eleições suplementares em 26 de novembro de 2012. O distrito Calgary Centre era esperado para ter uma disputa entre Conservadores, Liberais e o Partido Verde. Uma semana antes do dia da eleição suplementar, a Sun Media noticiou comentários feitos por Trudeau em uma entrevista de 2010 à Télé-Québec, na qual disse: "O Canadá não está indo bem no momento porque são os habitantes de Alberta que controlam nossa comunidade e agenda socio-democrática." O assessor de campanha de Trudeau explicou que os comentários foram relembrados agora em razão da disputa acirrada em Calgary Centre. No dia seguinte, Trudeau pediu desculpas, afirmando que estava equivocado ao usar "Alberta" como abreviação ao se referir ao governo de Stephen Harper. Os Conservadores conseguiram manter o controle de Calgary Centre na eleição suplementar por menos de 1.200 votos. O candidato liberal Harvey Locke afirmou que perdeu o pleito por conta própria e que os comentários de Trudeau não influenciaram o resultado.
O também candidato à liderança, Marc Garneau, considerado o principal desafiante de Trudeau, criticou-o por não apresentar posições políticas suficientemente substanciais. Garneau instou-o a divulgar propostas mais detalhadas antes que membros e apoiadores começassem a votar. Posteriormente, Garneau desafiou Trudeau para um debate individual, afirmando que, se Trudeau não conseguisse defender suas ideias em um debate com ele, tampouco seria capaz de fazê-lo contra o primeiro‐ministro Harper. Trudeau enfrentou debates com a desafiadora Joyce Murray, a única candidata à liderança liberal a se manifestar vigorosamente a favor da eleição da Câmara dos Comuns por meio de um sistema de representação proporcional. Ela contestou Trudeau por seu apoio a um sistema de votação por balanço preferencial.
Em 13 de março de 2013, Garneau desistiu da disputa pela liderança, afirmando que as pesquisas de sua campanha indicavam que ele não seria capaz de derrotar Trudeau.
Com Joyce Murray, a última desafiadora, recebendo ampla cobertura da imprensa, outros políticos liberais e figuras públicas passaram a se declarar a favor de Trudeau. Este foi declarado o vencedor da eleição de liderança em 14 de abril de 2013, com 80,1% dos 30.800 votos. Joyce Murray terminou em segundo lugar com 10,2%, à frente dos 5,7% obtidos por Martha Hall Findlay. Trudeau perdeu apenas cinco distritos eleitorais, todos para Murray e todos na Colúmbia Britânica.

##### Início da liderança (2013–2015)

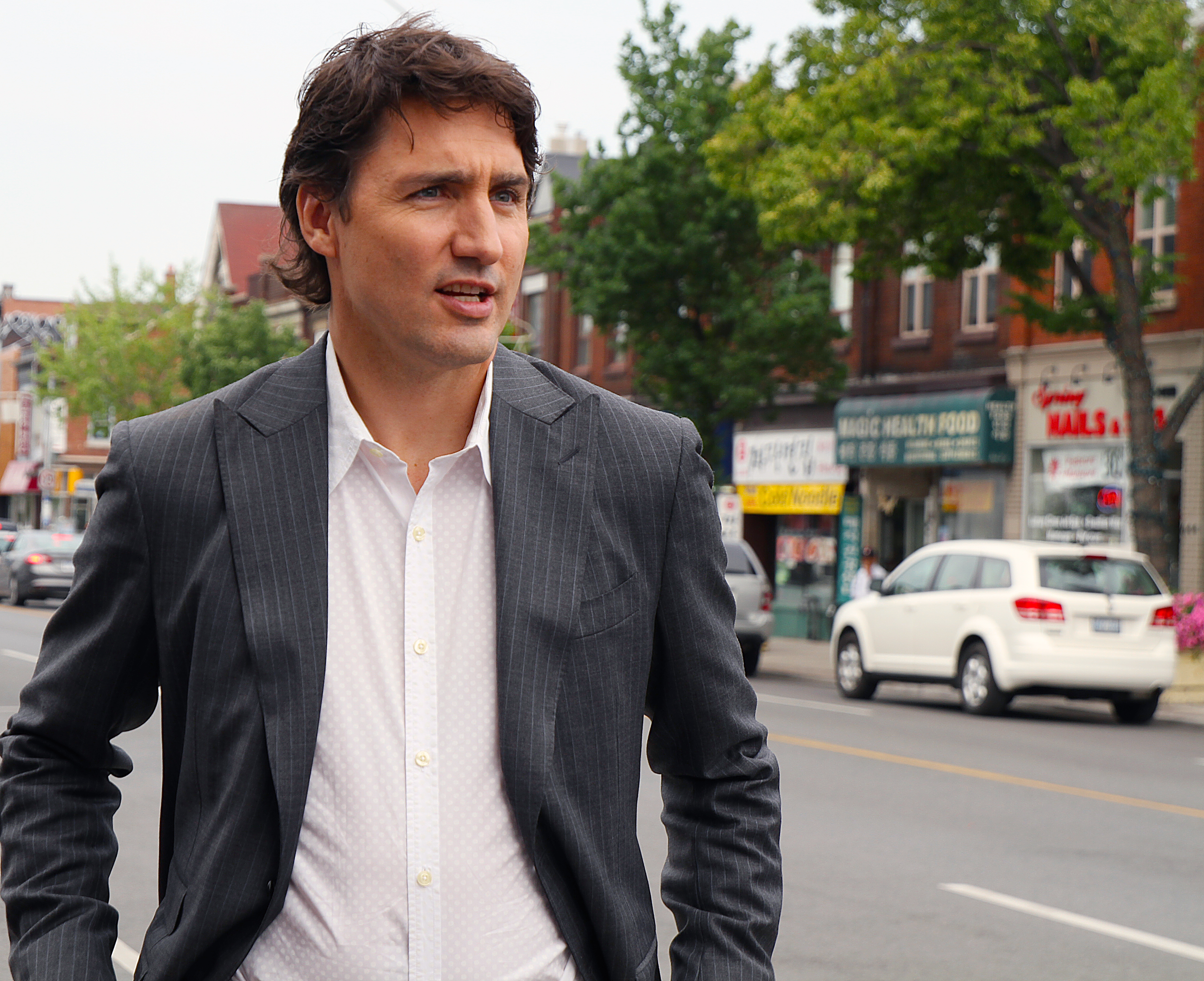
Trudeau em campanha no distrito de Trinity—Spadina em Toronto, em apoio ao candidato liberal Adam Vaughan, junho de 2014

Nos dias seguintes à sua vitória na disputa pela liderança, pesquisas instantâneas registraram um aumento no apoio ao Partido Liberal.
Em 2013, Trudeau optou por ceder seu assento no funeral de Nelson Mandela, em deferência a Irwin Cotler como representante do Partido Liberal do Canadá, devido ao trabalho de Cotler com Nelson Mandela na luta contra o apartheid.
Durante a campanha de liderança, Trudeau comprometeu-se a transferir todos os seus ativos, exceto os bens imobiliários, para um blind trust, prática atípica para deputados da oposição, inclusive para líderes. Segundo documentos obtidos pelo Ottawa Citizen, ele cumpriu essa promessa em julho de 2013, quando o blind trust foi constituído pela BMO Private Banking.
Trudeau lançou um vídeo na internet na semana anterior à convenção do Partido Liberal de 2014, intitulado "An economy that benefits us all", no qual apresenta sua plataforma econômica. Afirmou que a relação dívida/PIB do Canadá diminuiu nos últimos anos e que chegou o momento de Ottawa "dar um passo à frente".

#### Eleição federal de 2015

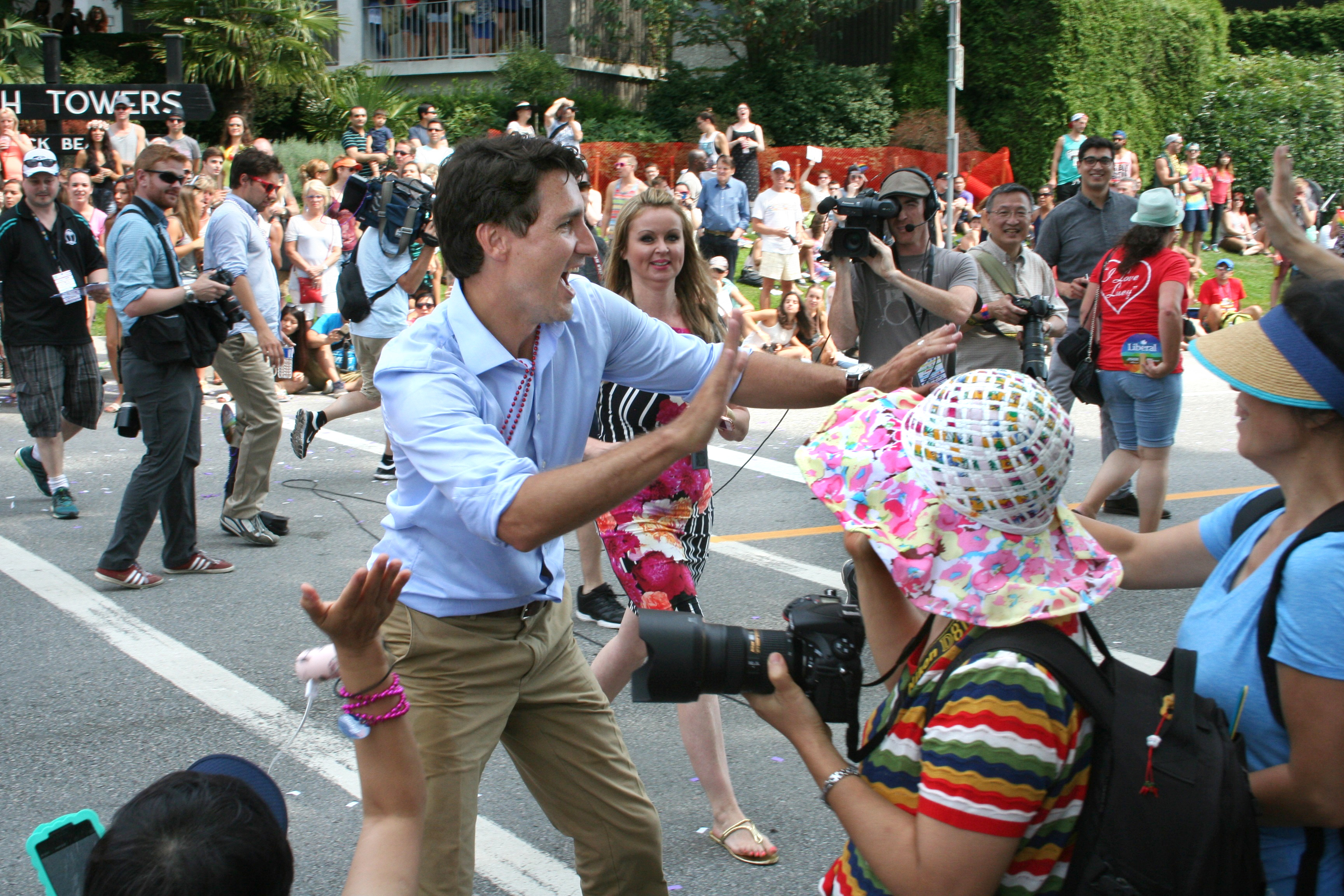
Trudeau no Festival do Orgulho LGBTQ de Vancouver, logo após lançar sua campanha eleitoral

Em 19 de outubro de 2015, após a campanha oficial mais longa em mais de um século, Trudeau conduziu os Liberais a uma vitória decisiva na eleição federal. Os Liberais conquistaram 184 dos 338 assentos, com 39,5% do voto popular, formando um governo de maioria robusta; representando um ganho de 150 assentos em relação à eleição federal de 2011.
Esta foi a segunda melhor performance na história do partido. Os Liberais venceram, sobretudo, graças a uma atuação sólida na metade leste do país. Além de conquistar toda a região do Atlântico Canadense e Toronto, obtiveram 40 assentos em Quebec — o maior número conseguido na província desde que o pai de Trudeau os conduziu a uma quase varredura, em 1980, e a primeira vez desde então que os Liberais obtiveram a maioria dos assentos de Quebec em uma eleição. O ganho de 150 assentos foi o maior aumento numérico para um único partido desde a Confederação e marcou a primeira vez que um partido se recuperou do terceiro lugar na Câmara dos Comuns para formar um governo de maioria.
Além do apelo da plataforma de seu partido, o sucesso de Trudeau foi atribuído ao seu desempenho tanto nas ruas de campanha quanto nos debates televisivos de líderes, superando as baixas expectativas criadas por anúncios e meios de comunicação conservadores.

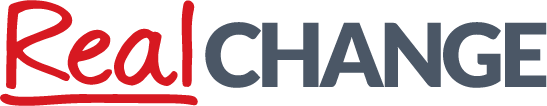
O slogan dos Liberais de Trudeau durante a campanha de 2015 foi "Real Change"

Trudeau declarou vitória logo após a CBC News projetar que ele havia conquistado um governo de maioria. Iniciou seu discurso fazendo referência às "voies ensoleillées" (em francês: voies ensoleillées) — "caminhos ensolarados" —, adotados pelo ex–primeiro‐ministro liberal Wilfrid Laurier para unir os canadenses, apesar de suas diferenças. Segundo Trudeau, Laurier "sabia que a política pode ser uma força positiva, e essa é a mensagem que os canadenses enviaram hoje". Naquela noite, Harper anunciou sua renúncia como líder do Partido Conservador.

## Primeiro-ministro do Canadá (2015–2025)

### Posse

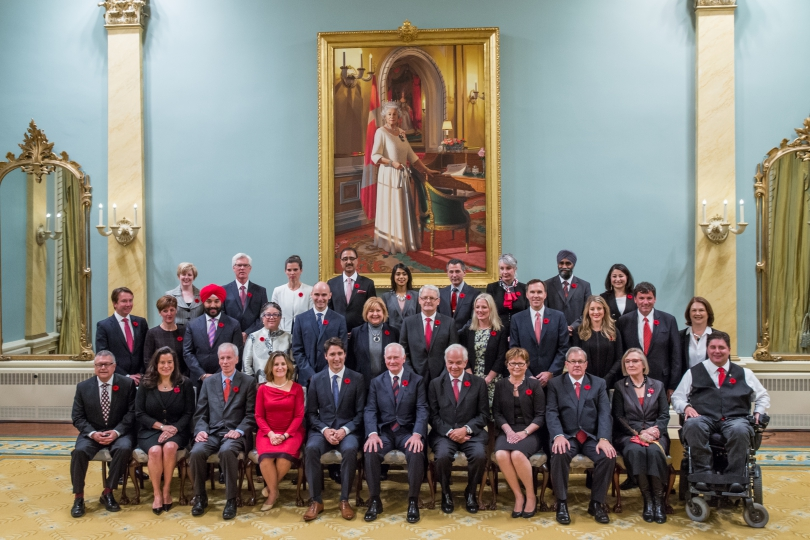
O 29º Ministério do Canadá após assumir o cargo, 4 de novembro de 2015

Trudeau e o restante do Gabinete foram empossados pelo Governador Geral David Johnston em 4 de novembro de 2015. Ele afirmou que sua primeira prioridade legislativa seria reduzir os impostos para os canadenses de renda média e aumentar os impostos para os 1% dos que mais recebem, após o parlamento ter sido reconvocado em 3 de dezembro de 2015.
Trudeau também emitiu um comunicado prometendo reconstruir as relações com os Povos indígenas do Canadá e administrar um governo aberto, ético e transparente.
Em 5 de novembro de 2015, durante a primeira reunião do caucus liberal desde a formação de um governo majoritário, o partido anunciou que restabeleceria o censo longo obrigatório, que havia sido cancelado em 2010, com efeito a partir do censo de 2016.

### Política interna

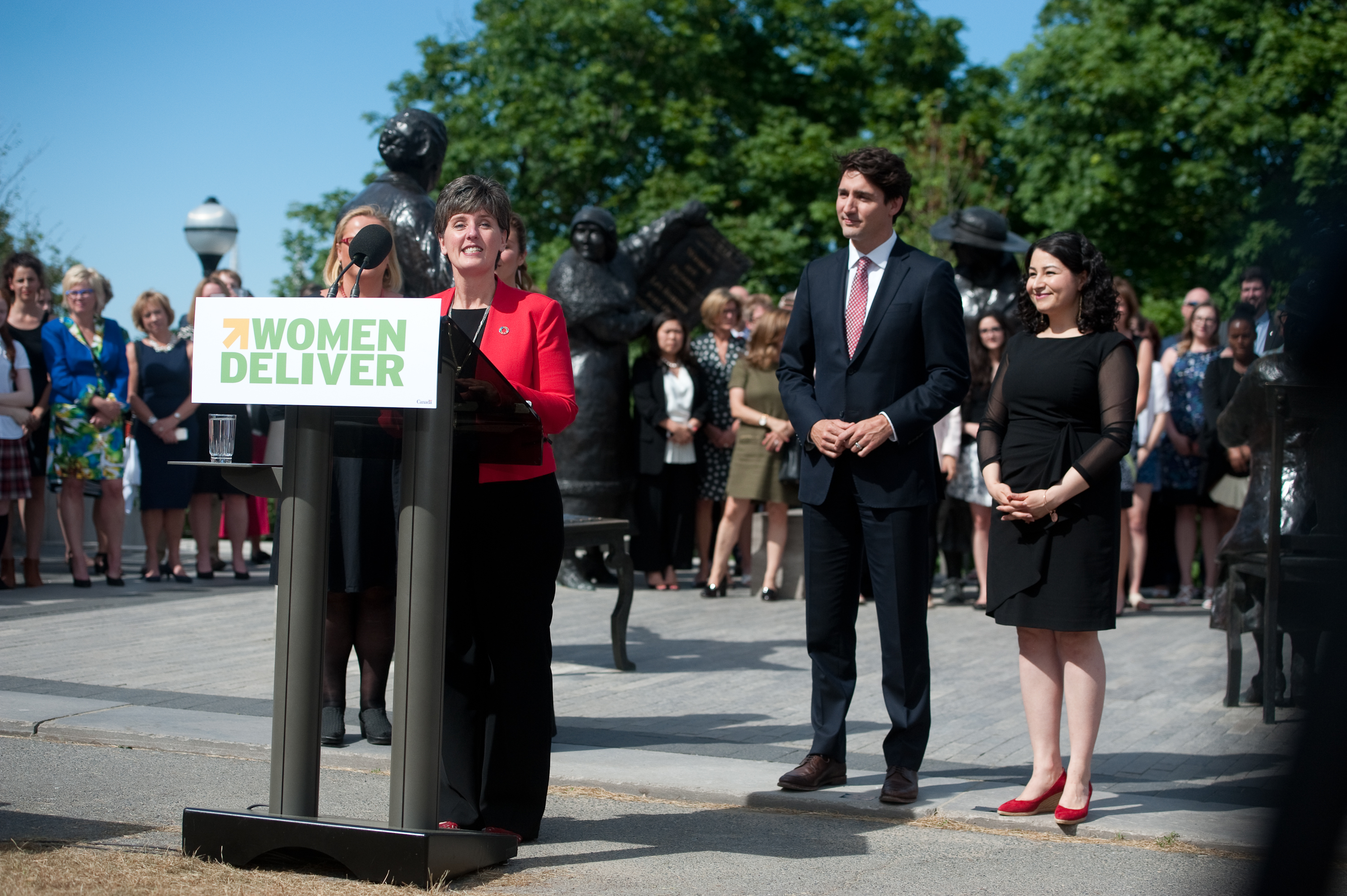
Trudeau com Maryam Monsef e Marie-Claude Bibeau no evento Women Deliver 2019 em Vancouver.

A política econômica do governo de Trudeau inicialmente se baseou no aumento das receitas tributárias para financiar os maiores gastos públicos. Embora o governo não tenha equilibrado o orçamento, reduziu a relação dívida/PIB do Canadá a cada ano até 2020, quando a pandemia de COVID-19 atingiu o país.
A política social autodenominada progressista e feminista de Trudeau incluiu uma forte defesa dos direitos ao aborto.
Seu governo introduziu o projeto de lei que tornou ilegais as terapias de conversão no Canadá.
Antes de vencer a eleição de 2015, Trudeau prometera aceitar 50.000 refugiados da Síria e do Iraque até o final de 2016.
Em 2016, os assessores de Trudeau recomendaram um aumento drástico dos níveis de imigração para estimular a economia.
Apesar dos avisos sobre o impacto do rápido crescimento populacional na habitação e nos serviços, o governo de Trudeau elevou as metas a cada ano, alcançando quase 1 milhão de recém-chegados (residentes permanentes e temporários) em 2022 e 2023.
Trudeau instituiu medidas para combater a inflação imobiliária, como a proibição de compradores estrangeiros e a criação do fundo Acelerador de Habitação, mas afirmou em entrevista, em maio de 2024, que "a moradia precisa reter seu valor".
Em outubro de 2024, enquanto os canadenses enfrentavam uma crise de custo de vida e crise habitacional, e a impopularidade de Trudeau aumentava, ele anunciou cortes nas metas de imigração por meio de uma mensagem em vídeo.
Isso teve pouco efeito na popularidade de Trudeau, que despencou de 65% em 2016 para 22% em dezembro de 2024.
Relatórios divulgados no início de 2025 sugeriram que o crescimento populacional não seria significativamente desacelerado, mesmo com os cortes propostos pelo governo de Trudeau.
Em 2021, Trudeau promoveu seu Programa de Benefício para Crianças, alegando que havia retirado 400.000 crianças da pobreza.
Em 2024, o uso de bancos alimentares atingiu um patamar recorde e um número maior de trabalhadores do que nunca recorriam aos bancos alimentares.
Isso ocorreu em meio a crises alimentares globais na época.
O Canadá introduziu o direito à morte assistida por médico em 2016, e legalizou a cannabis para uso recreativo em 2018.
Em 2021, Trudeau anunciou a criação de um plano nacional de cuidado infantil com a intenção de reduzir as taxas de creche para os pais para US$ 10 por dia, por criança, no prazo de cinco anos.
Em novembro de 2022, o governo de Trudeau anunciou que o Canadá admitiria 500.000 imigrantes por ano até 2025.
Sua política ambiental incluiu o estabelecimento de novos compromissos para reduzir as emissões de gases de efeito estufa em 30% antes de 2030 e alcançar a emissão zero líquida até 2050.
Sua principal ferramenta para atingir essa meta é uma política federal de precificação de carbono.
O parlamento de Trudeau também aprovou legislação para a conservação marinha,
banindo seis produtos plásticos de uso único comuns,
e fortalecendo as avaliações de impacto ambiental.
Trudeau comprometeu-se a banir o plástico de uso único em 2019. Em 2022, seu governo anunciou a proibição da produção e importação de plástico de uso único a partir de dezembro de 2022. A venda desses itens será proibida a partir de dezembro de 2023 e a exportação, a partir de 2025.
No entanto, Trudeau é a favor de oleodutos e gasodutos para transportar os recursos de combustíveis fósseis do Canadá para mercados estrangeiros.

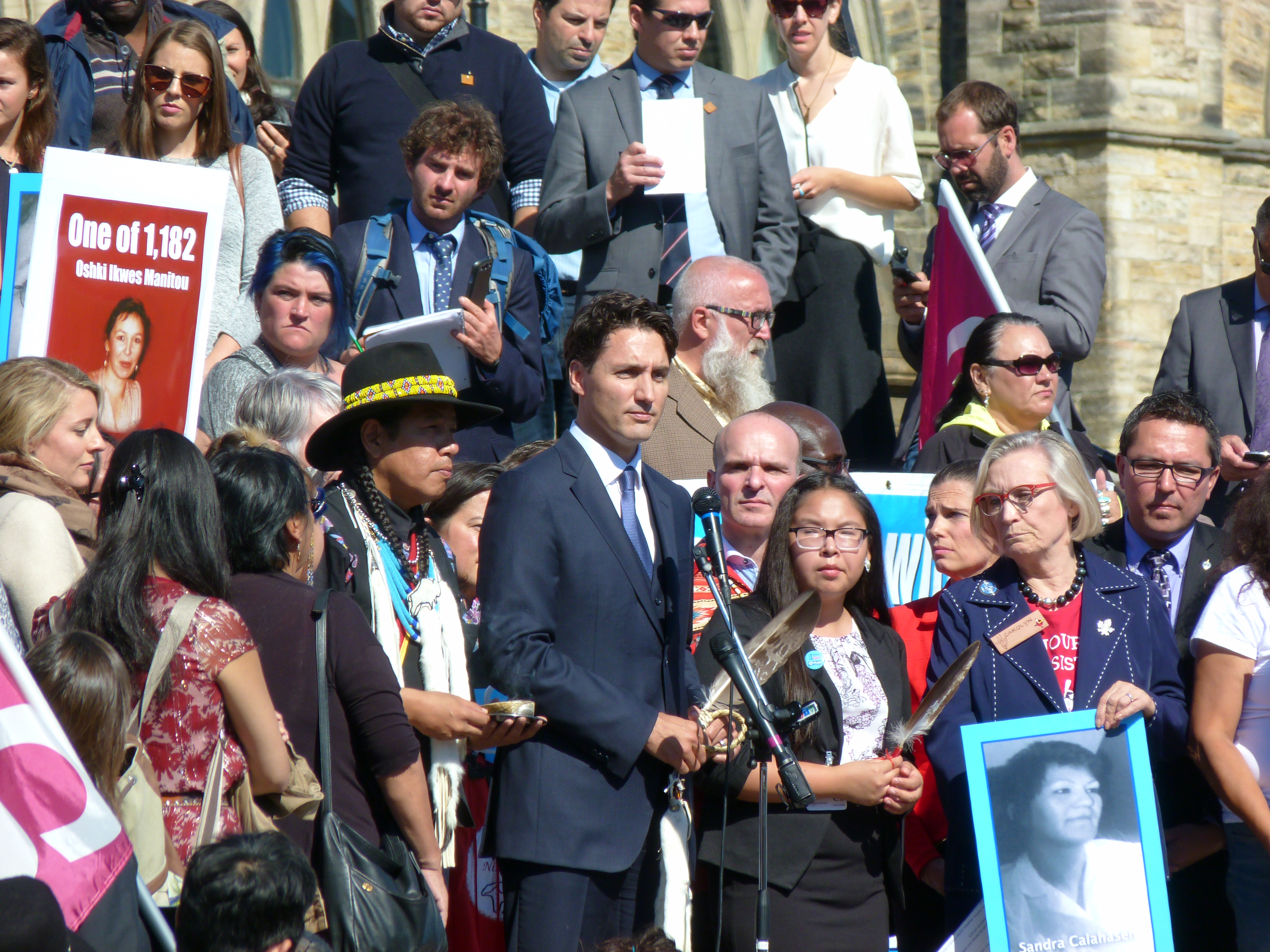
Trudeau proferindo um discurso sobre a questão das Mulheres indígenas desaparecidas e assassinadas, outubro de 2016

Como primeiro-ministro, Trudeau lançou três grandes investigações independentes: o Inquérito Nacional sobre Mulheres Indígenas Desaparecidas e Assassinadas (MMIWG), a Comissão Conjunta Federal/Provincial sobre os ataques de 2020 na Nova Escócia (em parceria com o Governo da Nova Escócia), e o Inquérito Público sobre Interferência Estrangeira nos Processos Eleitorais Federais e Instituições Democráticas. Este último foi instaurado em resposta a alegações de interferência do governo chinês nas eleições federais de 2019 e 2021, mas também aborda interferências de outros estados considerados hostis ao Canadá.
A investigação do MMIWG concluiu que a resposta do Canadá a essa questão equivale a genocídio, conclusão que Trudeau afirmou aceitar.
Em 22 de setembro de 2023, Yaroslav Hunka, um canadense ucraniano que lutou na Divisão SS da Galícia do braço militar do Partido Nazista, a Waffen-SS, foi convidado para a Câmara dos Comuns do Canadá para ser reconhecido pelo presidente Anthony Rota, o deputado pelo distrito de Hunka. Hunka recebeu duas ovacões de pé de todos os membros da casa, incluindo Justin Trudeau, outros líderes partidários e o presidente ucraniano visitante Volodymyr Zelenskyy.
O incidente, visto como um erro político e um escândalo – a ponto de ser comparado aos momentos mais embaraçosos da história do Canadá – foi explorado pelo establishment russo para reforçar suas justificativas para empreender guerra na Ucrânia.
Trudeau afirmou: "Este é um erro que envergonhou profundamente o parlamento e o Canadá" e pediu desculpas ao presidente Zelenskyy.

#### Pandemia de COVID-19
Trudeau foi primeiro-ministro durante a pandemia mundial de COVID-19. A resposta de seu governo à pandemia incluiu recursos para as províncias e territórios se adaptarem à nova situação, fundos para pesquisas sobre o coronavírus, restrições de viagens, triagem de voos internacionais, ordens de autoisolamento sob a Lei de Quarentena, uma estratégia industrial e uma campanha de conscientização em saúde pública. Inicialmente, o Canadá enfrentou uma escassez de equipamento de proteção individual, pois o governo de Trudeau havia reduzido o financiamento do estoque de EPIs nos anos anteriores.
Para lidar com o impacto econômico da pandemia em 2020, Trudeau dispensou os pagamentos de empréstimos estudantis, aumentou o Benefício para Crianças do Canadá, dobrou o pagamento anual do Imposto sobre Bens e Serviços e introduziu o Benefício de Resposta de Emergência do Canadá (CERB) como parte de um primeiro pacote em março.
Em abril de 2020, Trudeau apresentou o Subsídio Salarial de Emergência do Canadá, a Conta de Emergência para Negócios do Canadá e o Canada Emergency Student Benefit.
Trudeau também mobilizou as Forças Canadenses em casas de repouso no Quebec e em Ontário, como parte da Operação LASER.
Durante toda a pandemia, o governo federal também foi responsável pela aquisição das vacinas contra a COVID-19.
Em 12 de maio de 2020, o governo de Trudeau anunciou que havia firmado um acordo exclusivo com a CanSino Biologics.
Entretanto, devido ao agravamento das relações entre o Canadá e a China, o acordo com a CanSino Biologics não se concretizou.
Em 5 de agosto de 2020, o governo de Trudeau criou um plano para garantir doses das vacinas Pfizer e Moderna.
A partir de dezembro de 2020, Trudeau supervisionou a implementação do programa de vacinação em massa do Canadá.

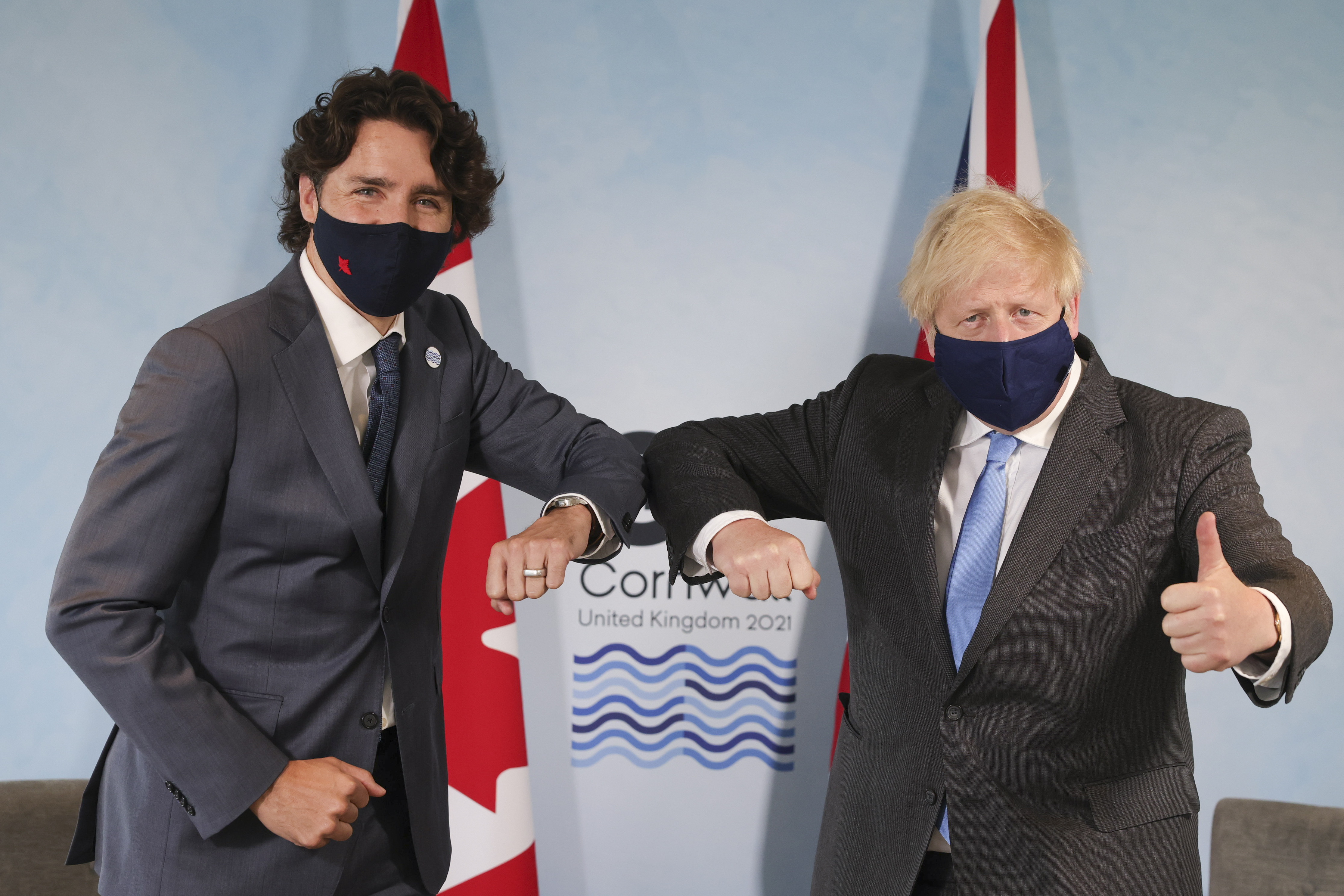
Trudeau e o primeiro-ministro britânico Boris Johnson se cumprimentando com um contato de cotovelo enquanto usavam máscaras como precaução contra a COVID-19, durante a 47ª cúpula do G7, em junho de 2021

A disseminação da COVID-19 no Canadá continuou após o surto inicial, com uma forte segunda onda no outono de 2020 e uma terceira onda ainda mais grave na primavera de 2021.
Durante a crise, Trudeau prorrogou periodicamente o alcance e a duração dos programas de auxílio federal. O Orçamento federal de 2021 do Canadá planejou eliminá-los gradualmente até o final de setembro de 2021, e projetou um déficit de 354,2 bilhões de dólares no exercício financeiro de 2020–21.
Embora o CERB tenha sido descontinuado em 26 de setembro, o Canada Recovery Benefit (CBR) continuou a fornecer apoio até 23 de outubro.
Em outubro de 2021, foi introduzido o Benefício de Bloqueio para Trabalhadores do Canadá, para substituir o CBR, o qual foi ampliado durante a disseminação da Ômicron em dezembro de 2021.

#### Convoy da Liberdade e invocação da "Lei de Emergências"

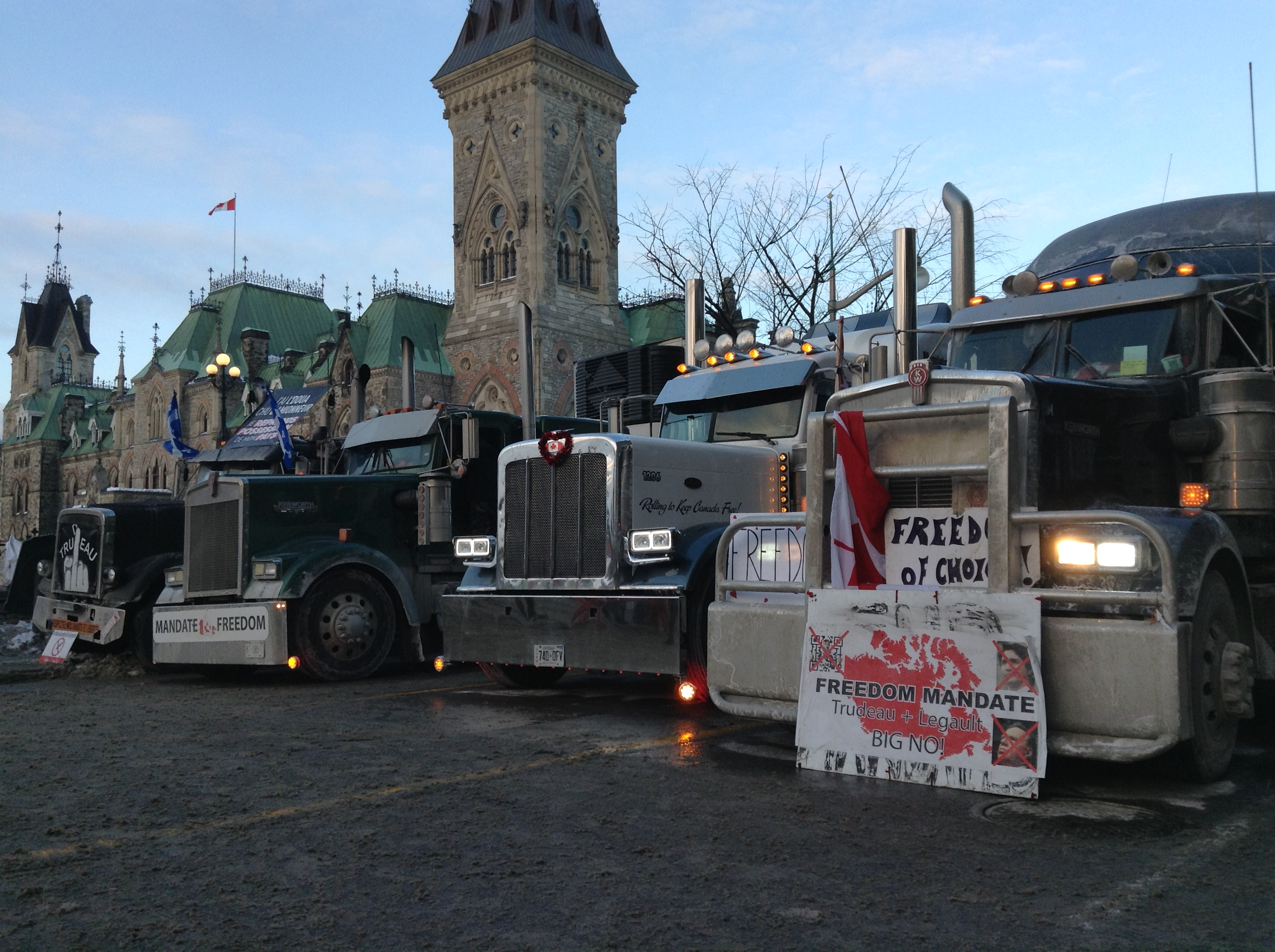
Caminhões semi-reboque ao lado da Colina do Parlamento durante o protesto do convoy canadense, em janeiro de 2022

O protesto do convoy canadense, denominado Convoy da Liberdade, foi uma manifestação no Canadá contra os requisitos de vacina para caminhoneiros reingressarem no país por via terrestre, introduzidos pelo Governo do Canadá em 15 de janeiro de 2022. Originalmente composto por diversas rotas que atravessavam todas as províncias canadenses, os comboios de caminhões convergiram para Ottawa.
Em 29 de janeiro, no primeiro dia de protestos na Colina do Parlamento, Trudeau deslocou-se para um local não divulgado.
De acordo com o The Guardian, a manifestação evoluiu para expressar diversas "queixas antigovernamentais", particularmente contra Trudeau.
Em 31 de janeiro, Trudeau classificou os protestos como "um insulto à verdade".
Em 3 de fevereiro, ele afirmou que uma resposta militar "não estava nos planos no momento".
Em 11 de fevereiro, a Reuters reportou que Trudeau prometera aos EUA "ação rápida" em relação aos manifestantes que bloqueavam à força a Ambassador Bridge na fronteira entre EUA e Canadá, o "ponto de travessia terrestre mais movimentado do continente".
Trudeau, posteriormente, indicou que haveria uma "intervenção policial robusta" e convocou todos os manifestantes a "voltarem para casa".
Trudeau invocou a Lei de Emergências em 14 de fevereiro de 2022, pela primeira vez desde sua promulgação em 1988, em razão da emergência de ordem pública causada pelas manifestações em Ottawa.
Em 23 de fevereiro de 2022, Trudeau anunciou que o governo federal revogaria a declaração de emergência. Mais tarde naquele dia, o governador geral assinou uma proclamação revogando-a.
Um ano depois, em 17 de fevereiro de 2023, uma investigação judicial sobre o uso da Lei de Emergências concluiu que o governo de Trudeau atingiu o limiar legal exigido para invocar a lei.
No início de 2024, o juiz do Tribunal Federal do Canadá Richard Mosley decidiu que a invocação da Lei de Emergências pelo governo federal para encerrar o protesto do convoy de 2022 "não foi justificada" e violou os direitos garantidos pela Carta Canadense de Direitos e Liberdades. Desde junho de  2024, o governo federal planejava recorrer da decisão.

#### Eleição federal de 2019
Em 11 de setembro de 2019, Trudeau visitou a Governadora Geral Julie Payette para solicitar a dissolução do Parlamento, desencadeando formalmente uma eleição.
Antes do início formal da campanha, Trudeau anunciou sua intenção de participar apenas dos três debates de líderes, dois organizados pela Comissão de Debates de Líderes e um organizado pela TVA.
Outros debates de líderes foram cancelados ou ocorreram com um pódio vazio em palco para Trudeau.
Trudeau foi objeto de uma investigação realizada pelo comissário de ética, nos termos da Lei de Conflito de Interesses, em relação às denúncias criminais contra a SNC-Lavalin no âmbito do Caso SNC-Lavalin. O relatório final da comissão, divulgado em 14 de agosto de 2019, concluiu que “o Sr. Trudeau violou a seção 9 da lei”.

#### Investigação da WE Charity
Após denúncias dos partidos de oposição de que a família Trudeau mantinha vínculos com a WE Charity, o comissário de ética anunciou, em 3 de julho de 2020, uma investigação sobre a decisão de Trudeau e do governo de permitir que a instituição beneficente administrasse um programa de bolsas de verão para estudantes, com o objetivo de oferecer assistência financeira durante a pandemia de COVID-19. Trudeau respondeu afirmando que a WE Charity era a instituição capacitada para gerenciar tal programa. A WE Charity e o governo federal decidiram “seguir caminhos diferentes”, transferindo a administração do programa de bolsas para o governo federal.
A WE Charity foi criticada por seus laços próximos com a família Trudeau; a investigação teve início após revelações de que a mãe, o irmão e a esposa de Trudeau receberam, no total, quase US$ 300.000 por participarem como palestrantes em eventos da WE Charity.
Em 16 de julho de 2020, o comissário de ética anunciou que a investigação seria ampliada para incluir o Ministro das Finanças, Bill Morneau. Trudeau acabou sendo exonerado de qualquer irregularidade pelo comissário de ética, embora Morneau tenha sido considerado culpado de violar a lei de conflito de interesses.

### Renúncia
Desde a eleição federal de 2021, os Liberais enfrentaram queda nas intenções de voto e resultados decepcionantes nas eleições parciais, incluindo derrotas em cadeiras seguras, como em Toronto—St. Paul's, em Toronto, e em LaSalle—Émard—Verdun, em Montreal. Os meses subsequentes a essas derrotas foram marcados por frequentes notícias na mídia acerca da frustração interna e do descontentamento com a liderança de Trudeau. Isso parece ter culminado em uma reunião do caucus na qual vários membros exigiram sua renúncia. Trudeau saiu da reunião afirmando que o partido permanecia “forte e unido”.
Nos meses finais de 2024, uma onda de renúncias abalou o gabinete de Trudeau. Em 19 de setembro de 2024, o Ministro dos Transportes Pablo Rodriguez renunciou para concorrer à liderança do Partido Liberal de Quebec. Em 20 de novembro de 2024, o deputado de Alberta, Randy Boissonnault, renunciou após alegações de que administrava um negócio que buscava contratos federais e afirmava falsamente ser indígena. Em 15 de dezembro de 2024, o Ministro da Habitação, Sean Fraser, anunciou sua intenção de deixar o gabinete federal na próxima reorganização, citando razões familiares.
Em 16 de dezembro de 2024, Chrystia Freeland renunciou aos cargos de vice-primeira-ministra e ministra das finanças, horas antes de liberar a declaração econômica de outono do governo. Freeland era frequentemente apelidada de “ministra de tudo” e era amplamente vista como uma potencial sucessora de Trudeau à liderança do Partido Liberal do Canadá. Em sua carta de renúncia, Freeland relatou que Trudeau lhe havia pedido a renúncia do cargo de ministra das finanças e que lhe seria oferecida outra posição no gabinete. Contudo, ela decidiu renunciar integralmente, afirmando que “para ser eficaz, um Ministro deve falar em nome do Primeiro-Ministro e com sua total confiança. Ao tomar sua decisão, ficou claro que eu não usufruo mais dessa confiança de forma credível.”
A renúncia de Freeland ocorreu em meio a ameaças da administração Trump de impor tarifas de 25% ao Canadá, bem como à suposta oposição de Freeland à promessa de Trudeau de distribuir cheques de US$ 250 para canadenses trabalhadores que auferiram US$ 150.000 ou menos em 2023. A renúncia suscitou especulações acerca do futuro da liderança de Trudeau, com novos apelos por sua saída surgindo entre parlamentares liberais. A declaração econômica do governo, divulgada mais tarde naquele mesmo dia, apresentou um déficit de US$ 61,9 bilhões para 2023–24, ultrapassando a meta anterior de US$ 40,1 bilhões ou menos, e deixou as ameaças tarifárias de Trump praticamente sem resposta.
Em 6 de janeiro de 2025, alegando que o Canadá “[merecia] uma escolha real na próxima eleição” e que enfrentava “batalhas internas” consideradas uma distração, Trudeau anunciou, em coletiva de imprensa realizada no Rideau Cottage, que apresentaria sua renúncia como líder do Partido Liberal e, posteriormente, como primeiro‐ministro do Canadá, após a eleição de seu sucessor pelo partido. Ele também anunciou que a Governadora Geral Mary Simon prorrogaria o Parlamento até 24 de março de 2025, enquanto o partido organizava e realizava a próxima eleição de liderança. Em 15 de janeiro de 2025, Trudeau confirmou que não disputaria a reeleição em seu distrito eleitoral de Papineau. Em 9 de março, o Partido Liberal elegeu Mark Carney como novo líder, e a transição de poder de Trudeau para Carney teve início em 10 de março de 2025. Em 14 de março de 2025, Trudeau notificou formalmente a governadora geral sobre sua renúncia. Naquela manhã, Mark Carney foi empossado como o 24º primeiro-ministro do Canadá.

## Vida pessoal

### Família
Trudeau conheceu Sophie Grégoire pela primeira vez quando ambos eram crianças que cresceram em Montreal; Grégoire era colega de classe e amiga de infância do irmão mais novo de Trudeau, Michel. Eles se reencontraram na vida adulta em junho de 2003, quando Grégoire, já personalidade televisiva em Quebec, foi designada como coapresentadora de Trudeau em um baile beneficente; passaram a namorar alguns meses depois. Os dois ficaram noivos em outubro de 2004 e casaram-se em 28 de maio de 2005, na Igreja Sainte-Madeleine d'Outremont, em Montreal. Eles têm três filhos: um filho, Xavier, uma filha, Ella-Grace, e um segundo filho, Hadrien.

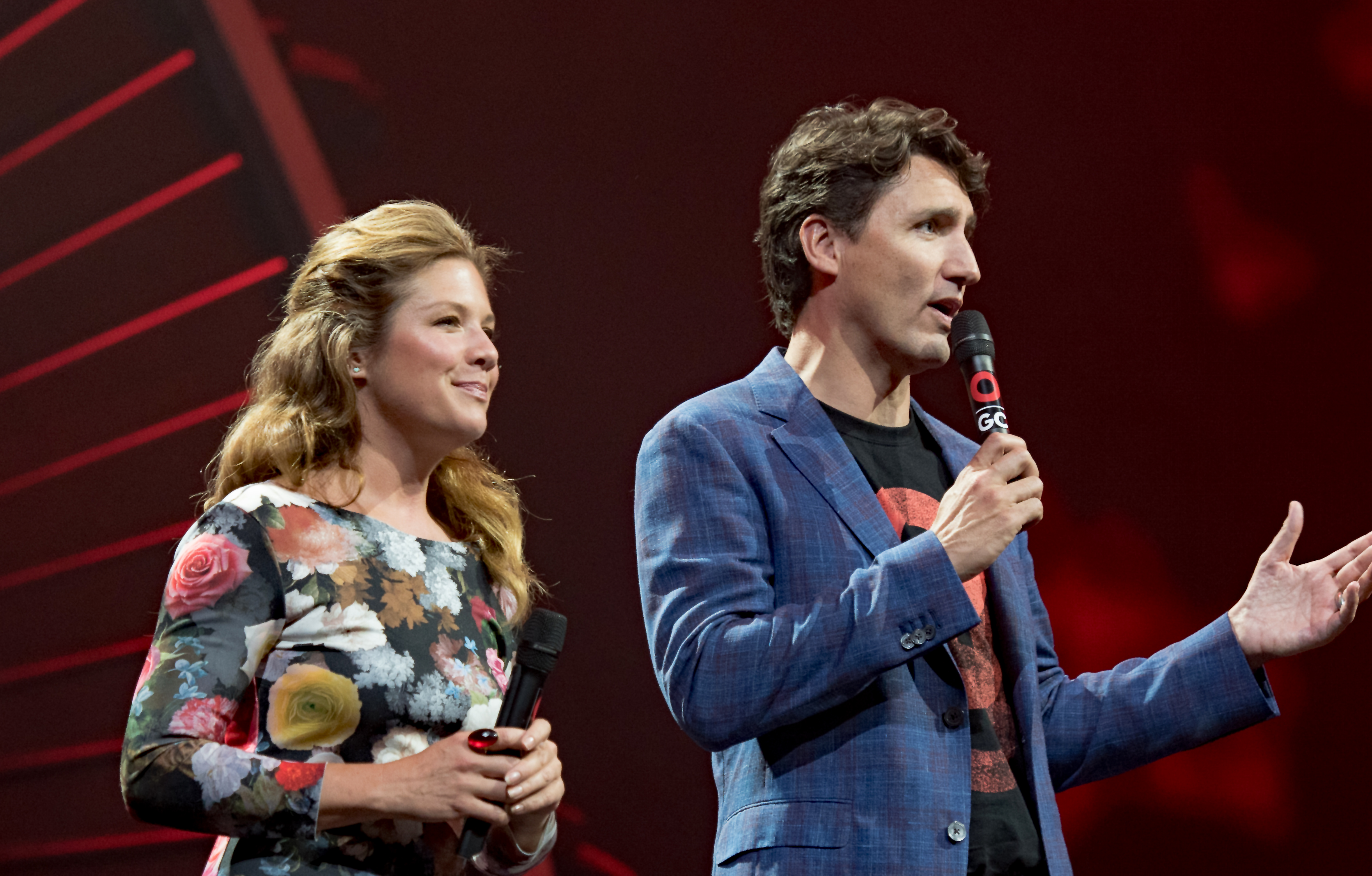
Trudeau ao lado de sua esposa Sophie Grégoire no Global Citizen Festival de 2017 em Hamburgo, na véspera da Cúpula do G20 em Hamburgo de 2017.

Em junho de 2013, dois meses após Trudeau se tornar líder do Partido Liberal, o casal vendeu sua residência no bairro Côte-des-Neiges em Montreal. Passaram a residir em uma casa alugada em Rockcliffe Park, em Ottawa, bairro próximo ao local onde Trudeau morava na infância, durante o mandato de seu pai como primeiro-ministro.
Em 18 de agosto de 2014, um intruso invadiu a residência enquanto Grégoire e os três filhos do casal dormiam e deixou uma nota ameaçadora; contudo, nada foi subtraído e não houve danos à propriedade. Após o episódio, Trudeau, que se encontrava em Winnipeg no momento da invasão, declarou sua intenção de consultar a Polícia Montada do Canadá a respeito da segurança de sua residência. Após sua vitória eleitoral em 2015, Trudeau optou por residir no Rideau Cottage, nos terrenos de Rideau Hall.
Em 2 de agosto de 2023, Trudeau anunciou que ele e Grégoire haviam se separado. Em 21 de agosto, Trudeau afirmou estar concentrado em seus filhos e no futuro.

### Religião
O pai de Trudeau era um devoto católico, e sua mãe converteu-se do anglicanismo para o catolicismo pouco antes do casamento. Trudeau tornou-se católico afastado aos 18 anos, pois sentia que muitos aspectos de sua vida cotidiana não eram abordados pela formalidade e estrutura da igreja. Trudeau descreveu sua fé naquele período como “assim como tantos católicos por todo o país, eu dizia: ‘Ok, sou católico, tenho fé, mas simplesmente não vou à igreja. Talvez na Páscoa, talvez na Missa do Galo no Natal.” Após o falecimento de seu irmão Michel em 1998, Trudeau foi convencido por um amigo a participar de um Curso Alpha, ocasião na qual recuperou sua fé. Em 2011, Trudeau afirmou: “Minha fé pessoal é uma parte extremamente importante de quem eu sou e dos valores com os quais procuro liderar.”

## Honras
| Fita | Descrição                                                           | Notas |
|      | Medalha do Jubileu de Diamante da Rainha Elizabeth II para o Canadá | - 6 de fevereiro de 2012: Como membro eleito da Câmara dos Comuns do Canadá, Trudeau recebeu a medalha como integrante da ordem de precedência do Canadá. |
|      | Grande Cruz da Ordem da Pléiade                                     | - 19 de junho de 2019: Trudeau recebeu esta distinção honorária da Organização Internacional da Francofonia. |
|      | Ordem da Liberdade (Ucrânia)                                        | - 23 de agosto de 2024: Trudeau foi agraciado com esta distinção pelo Presidente Volodymyr Zelenskyy em reconhecimento às contribuições excepcionais para o fortalecimento das relações entre a Ucrânia e o Canadá, apoio à soberania do Estado ucraniano e à integridade territorial. |

Grau honorário
| Local       | Data               | Instituição                 | Grau                   | Proferiu o discurso de formatura |
| ----------- | ------------------ | --------------------------- | ---------------------- | -------------------------------- |
| Escócia     | 5 de julho de 2017 | Universidade de Edimburgo   | Doutorado              | Sim                              |
| Nova Iorque | 16 de maio de 2018 | Universidade de Nova Iorque | Doutor em Leis (LL.D.) | Sim                              |

Outros prêmios e honrarias
| Ano  | Concedido                                        | Concedente                          | Referência |
| 2018 | Prêmio de Campeão na Erradicação da Poliomielite | Rotary International                | [ 278 ]    |
| 2020 | Bolsa Honorária                                  | Sociedade Geográfica Real do Canadá | [ 279 ]    |

## Obras publicadas
- Trudeau, Justin (20 de outubro de 2014). Common Ground (em inglês). Toronto, Ontario: HarperCollins Publishers Ltd. ISBN 978-1-4434-3337-2. OCLC 893647393